# Campioni italiani assoluti di atletica leggera - Salto con l'asta femminile
Questa pagina raccoglie un elenco di tutte le campionesse italiane dell'atletica leggera nel salto con l'asta, ultima specialità (insieme al lancio del martello) ad essere entrata nel programma dei campionati italiani assoluti. Il primo titolo fu assegnato nel 1995 e la gara fa attualmente parte del programma.

## Albo d'oro
| Anno | Atleta (società)                                            | Prestazione |
| ---- | ----------------------------------------------------------- | ----------- |
| 1995 | Maria Carla Bresciani ?                                     | 3,71 m      |
| 1996 | Maria Chiara Romano Associazione Polisportiva Partenope     | 3,75 m      |
| 1997 | Maria Carla Bresciani ?                                     | 4,00 m      |
| 1998 | Anna Tamburini Polisportiva Libertas Polcenigo              | 4,05 m      |
| 1999 | Maria Carla Bresciani Gruppo Sportivo Fiamme Oro            | 4,00 m      |
| 2000 | Arianna Farfaletti Casali Snam                              | 4,20 m      |
| 2001 | Maria Carla Bresciani Gruppo Sportivo Fiamme Oro            | 4,15 m      |
| 2002 | Francesca Dolcini SAI Assicura                              | 4,30 m      |
| 2003 | Arianna Farfaletti Casali Camelot                           | 4,10 m      |
| 2004 | Maria Carla Bresciani Gruppo Sportivo Fiamme Oro            | 4,00 m      |
| 2005 | Sara Bruzzese Camelot                                       | 4,10 m      |
| 2006 | Arianna Farfaletti Casali Camelot                           | 4,10 m      |
| 2007 | Anna Giordano Bruno Fondiaria SAI Atletica                  | 4,30 m      |
| 2008 | Anna Giordano Bruno Fondiaria SAI Atletica                  | 4,35 m      |
| 2009 | Anna Giordano Bruno Assindustria Sport Padova               | 4,60 m      |
| 2010 | Elena Scarpellini Centro Sportivo Aeronautica Militare      | 4,20 m      |
| 2011 | Anna Giordano Bruno Assindustria Sport Padova               | 4,40 m      |
| 2012 | Anna Giordano Bruno Assindustria Sport Padova               | 4,35 m      |
| 2013 | Giorgia Benecchi Centro Sportivo Esercito                   | 4,20 m      |
| 2014 | Roberta Bruni Gruppo Sportivo Forestale                     | 4,30 m      |
| 2015 | Sonia Malavisi Gruppi Sportivi Fiamme Gialle                | 4,30 m      |
| 2016 | Sonia Malavisi Gruppi Sportivi Fiamme Gialle                | 4,45 m      |
| 2017 | Elisa Molinarolo Gruppo Atletico Aristide Coin Venezia 1949 | 4,25 m      |
| 2018 | Roberta Bruni Centro Sportivo Carabinieri                   | 4,35 m      |
| 2019 | Sonia Malavisi Gruppi Sportivi Fiamme Gialle                | 4,36 m      |
| 2020 | Roberta Bruni Centro Sportivo Carabinieri                   | 4,30 m      |
| 2021 | Elisa Molinarolo Atletica Riviera del Brenta                | 4,50 m      |
| 2022 | Roberta Bruni Centro Sportivo Carabinieri                   | 4,55 m      |
| 2023 | Roberta Bruni Centro Sportivo Carabinieri                   | 4,60 m      |
| 2024 | Roberta Bruni Centro Sportivo Carabinieri                   | 4,55 m      |
| 2025 | Elisa Molinarolo Gruppo Sportivo Fiamme Oro                 | 4,52 m      |